# الوقت في الإسلام
الوقت أو الزمن، مصطلح قديم وهو يدل على مرور الأحداث في فترات معينة، لذلك الذي يمر من هذا الزمن لا يمكن أن يعود.

## الوقت في القرآن الكريم
نبه القرآن الكريم على أهمية الوقت كثيرا في سياقات متعددة وبصيغ متعددة أيضا، فيجيء مرة بصيغة الدهر، أو الحين، الآن، الأجل، اليوم، الأمد، السرمد، الأبد، الخلد، العصر. وغير ذلك من الألفاظ.
قال الله سبحانه وتعالى:﴿هُوَ الَّذِي جَعَلَ الشَّمْسَ ضِيَاءً وَالْقَمَرَ نُورًا وَقَدَّرَهُ مَنَازِلَ لِتَعْلَمُوا عَدَدَ السِّنِينَ وَالْحِسَابَ﴾
وقال الله سبحانه وتعالى:﴿وَالْعَصْرِ ۝١ إِنَّ الْإِنْسَانَ لَفِي خُسْرٍ ۝٢﴾ [العصر:1–2]
حينما يقسم الله سبحانه وتعالى في كتابه الكريم بشيء من مخلوقاته فهذا يدل على عظمته إذا فالوقت مهم لاي إنسان لذا يجب علينا أن نحسنه وأن نستخدمه فيما ينفعنا لأن الإنسان هو عبارة عن وقت كلما ذهب، ذهب ببعضه
وقال تعالى ﴿وَجَعَلْنَا اللَّيْلَ وَالنَّهَارَ آيَتَيْنِ فَمَحَوْنَا آيَةَ اللَّيْلِ وَجَعَلْنَا آيَةَ النَّهَارِ مُبْصِرَةً لِتَبْتَغُوا فَضْلًا مِنْ رَبِّكُمْ وَلِتَعْلَمُوا عَدَدَ السِّنِينَ وَالْحِسَابَ وَكُلَّ شَيْءٍ فَصَّلْنَاهُ تَفْصِيلًا ۝١٢﴾ [الإسراء:12]
وهذا يبين علاقة الوقت بعلم الفلك وبعلم الحساب، فلولا الوقت لما كان هذان العلمان.

## الوقت حسبالسنة النبوية
مثل قوله صلى الله عليه ووسلم: «	نعمتانِ مغْبُونٌ فيهما كثيرٌ من الناس الصِّحَّة والفراغ»
أي أن أغلب الناس يفرطون بالصحة فيقتلونها بالأمراض وبالنسبة للوقت فيسجنون الوقت دون تحريره وقوله عليه الصَّلاة والسَّلام: «لَا تَزُولُ قَدَمَا عَبْدٍ يَوْمَ الْقِيَامَةِ حَتَّى يُسْأَلَ عَنْ عُمُرِهِ فِيمَا أَفْنَاهُ وَعَنْ عِلْمِهِ فِيمَ فَعَلَ وَعَنْ مَالِهِ مِنْ أَيْنَ اكْتَسَبَهُ وَفِيمَ أَنْفَقَهُ وَعَنْ جِسْمِهِ فِيمَ أَبْلَا» أي أن الإنسان سيسأل أول في ما يسأل عن نعمة الوقت هل أحسن استغلالها وقيمة الوقت تأتي بما يقدمه الإنسان وما ينتجه من أعمال يصلح بها حاله وحال أمته.

## خصائص الوقت
1. الوقت أغلى ما يملكه الإنسان.
2. الوقت إذا ذهب لا يمكن أن يرجع.
3. الوقت يمضي سريعا.
4. استغلال الوقت يزيد من قيمته.
5. لا يمكن تغيير الوقت أو تحويله.
6. لا شيء يمكن عمله بدون الوقت.
7. الوقت لا يمكن تخزينه.

8.الوقت كالسيف إن لم تقطعه قطعك.

## الالتزام بالمواعيد
من الآداب الاجتماعية المؤثرة في المجتمع أدب الوفاء بالمواعيد وعدم التخلف عنها إلا بعذر قاهر صحيح مقبول حتى يطمئن الناس بعضهم إلى بعض ويثق بعضهم بوعد البعض الآخر، وكلامه وميثاقه وعهده، والتزامه الذي التزمه والوعد المضروب الذي ارتضاه وقبله.
والله سبحانه وتعالى مدح نبياً كريماً بالصدق في الوعد، والالتزام به فقال سبحانه﴿وَاذْكُرْ فِي الْكِتَابِ إِسْمَاعِيلَ إِنَّهُ كَانَ صَادِقَ الْوَعْدِ وَكَانَ رَسُولًا نَبِيًّا ۝٥٤﴾ [مريم:54] قال الإمام القرطبي عند هذه الآية"صدق الوعد من خلق لنبيين والمرسلين، وضدهوهو الخلف المذموم، وذلك من أخلاق الفاسقين والمنافقين.
أما النبيﷺ فقد حث على الوفاء بالوعد وجعل من يخلف الوعد قد اتصف بصفة المنافق فقال: "آية المنافق ثلاث: إذا حَدَّث كذب، وإذا ائتمن خان، وإذا وعد أخلف" قال الحافظ السخاوي في قول النبي ﷺ "إذا وعد أخلف: أنه محمول على مَن وعد وهو على عزم الخلف أو ترك الوفاء من غير عذر فأما من عزم على الوفاء ومَن له عذر منعه من الوفاء لم يكن منافقا وإن جرى عليه ما هو صورة النفاق ولكن يحترز من صورة النفاق كما يحترز من حقيقته ولا ينبغي أن يجعل نفسه معذوراً من غير ضرورة.
ومما جاء في الأحاديث يفيد أهمية الوفاء بالوعد والصدق فيه ما جاء في حديث هرقل المشهور لما قال لأبي سفيان:" سألتك ماذا يأمركم؟ فزعمت أنه أمركم بالصلاة والصدق والعفاف والوفاء بالعهد وأداء الأمانة قال: وهذه صفة نبي فالوفاء بالوعد والعهد من صفة الأنبياء ومن صفة أتباعهم ومن جرى على سنتهم.

## من وفاء السلف في مواعيدهم
كان السلف الصالح يحرصون كل الحرص على إنجاز ما يوعدون به فهذا ابن مسعود  كان يقول أصحابه أنه إذا وعد فقال إن شاء الله لم يخلف، وهذا محمد بن سيرين يواعده ابن عبد ربه القَصَّاب فيقول "واعدت محمد بن سيرين أن أشتري له أضاحي فنسيت موعده لشغل ثم ذكرت بعد فأتيته قريبا من نصف النهار وإذا محمد ينتظرني فسلمت عليه فرفع رأسه فقال أما أنه قد يقبل أهون ذنب منك فقلت شغلت وعنفني أصحابي في المجيء إليك وقالوا قد ذهب ولم يقعد إلى الساعة فقال لو لم تجئ حتى تغرب الشمس ما قمت من مقعدي هذا إلا للصلاة أو الحاجة لا بد منها ولا ريب أن صنيعه هذارحمه الله تعالى يدل على حرصه الشديد على الوفاء بوعده وإعذار الآخرين المتأخرين.

## أهمية الالتزام بالمواعيد وعدم الإخلال بها
الالتزام بالمواعيد، صفة من صفات الأنبياء والمرسلين، وخلق من أخلاق العلماء والدعاة المخلصين وأدب من آداب الرجال الصادقين فالالتزام بالمواعيد يحفظ الأوقات من الضياع فتحصل المصالح وتعم الفائدة ويتصف صاحب الوفاء بصفة حميدة يحبه عليها الله والناس.
قال عبد الرحمن بن أبرى رضي الله عنه كان داوودعليه السلام يقول«لاتَعِدنَّ أخاك شيئاً لا تنجزه له، فإن ذلك يورث بينك وبينه عداوة».
أولئك قوم أدبتهم الحكمة وأحكمتهم التجارب ولم تغررهم السلامة المنطوية على الهَلَكة ورحل عنهم التسويف الذي قطع الناس به مسافة آجالهم فقالت ألسنتهم بالوعد وانبسطت أيديهم بالإنجاز فأحسنوا المقال وشفعوه بالفعال".

يقول أبو تمام
| الوقت في الإسلام | إذا قلت في شيء نعم فأتمه…فإن نعم دَين على الحرِّ واجب وإلا فقل لا تسترح وترح بها…لئلا يقول الناس إنك كاذب | الوقت في الإسلام |